# 埃芒维尔
埃芒维尔（法語：Émanville，法語發音：[emɑ̃vil]）是法国滨海塞纳省的一个市镇，属于鲁昂区。

## 地理
埃芒维尔（49°37'20"N, 0°57'39"E）面积6.43 平方千米，位于法国诺曼底大区滨海塞纳省，该省份为法国北部沿海省份，其西部及北部濒大西洋英吉利海峡，东起顺时针与索姆省、瓦兹省、厄尔省和卡爾瓦多斯省接壤。
与埃芒维尔接壤的市镇（或旧市镇、城区）包括：科地区于格勒维尔、利梅西、索塞。

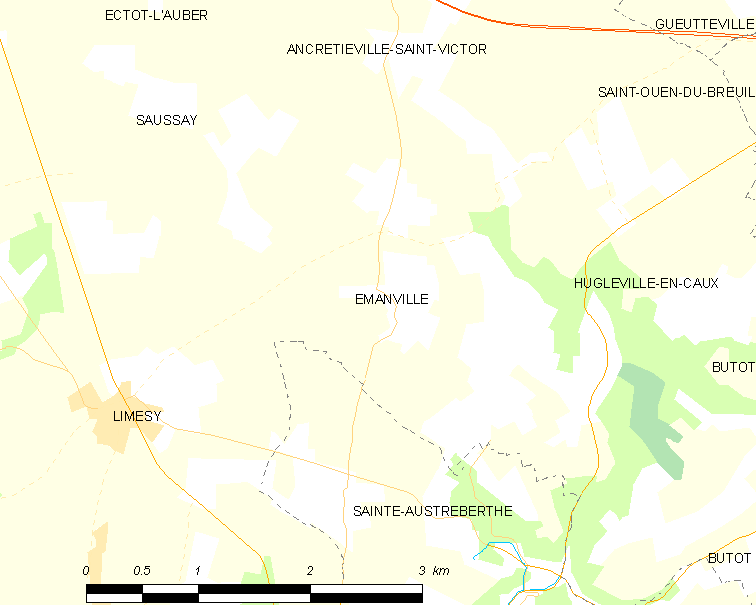
埃芒维尔的OSM定位图

埃芒维尔的时区为UTC+01:00、UTC+02:00（夏令时）。

## 行政
埃芒维尔的邮政编码为76570，INSEE市镇编码为76234。

## 政治
埃芒维尔所属的省级选区为邦德维尔圣母镇县。

## 人口

1962-2008年间埃芒维尔人口变化图示

埃芒维尔于2022年1月1日时的人口数量为768人。